# Louvignies-Quesnoy
Louvignies-Quesnoy är en kommun i departementet Nord i regionen Hauts-de-France i norra Frankrike. Kommunen ligger i kantonen Le Quesnoy-Est som tillhör arrondissementet Avesnes-sur-Helpe. År 2022 hade Louvignies-Quesnoy 903 invånare.

## Befolkningsutveckling
Antalet invånare i kommunen Louvignies-Quesnoy
| Referens: INSEE |